# Márton Fucsovics
Márton Fucsovics (Boedapest, 8 februari  1992) is een Hongaarse tennisspeler. In zijn carrière won hij twee ATP-toernooien in het enkelspel: Genève in 2018 en Boekarest in 2024.

## Palmares
| Legenda                       | Legenda               |
| ----------------------------- | --------------------- |
| Grand Slam                    |                       |
| Olympische Spelen             |                       |
| tot 2009                      | vanaf 2009            |
| Tennis Masters Cup            | ATP Finals            |
| ATP Masters Series            | ATP Tour Masters 1000 |
| ATP International Series Gold | ATP Tour 500          |
| ATP International Series      | ATP Tour 250          |

### Enkelspel
| Nr.                  | Datum            | Toernooi      | Ondergrond    | Tegenstander in finale | Score            | Details |
| -------------------- | ---------------- | ------------- | ------------- | ---------------------- | ---------------- | ------- |
| Gewonnen finales     |                  |               |               |                        |                  |         |
| 1.                   | 26 mei 2018      | ATP Genève    | Gravel        | Peter Gojowczyk        | 6-2, 6-2         | Details |
| 2.                   | 21 april 2024    | ATP Boekarest | Gravel        | Mariano Navone         | 6-4 7-5          |         |
| Verloren finales     |                  |               |               |                        |                  |         |
| 1.                   | 10 februari 2019 | ATP Sofia     | Hardcourt (i) | Daniil Medvedev        | 4-6, 3-6         | Details |
| 2.                   | 7 maart 2021     | ATP Rotterdam | Hardcourt (i) | Andrej Roebljov        | 6-7(4), 4-6      | Details |
| Gewonnen challengers |                  |               |               |                        |                  |         |
| 1.                   | 5 mei 2013       | An-Ning       | Gravel        | James Ward             | 7-5, 3-6, 6-3    |         |
| 2.                   | 24 november 2013 | Andria        | Hardcourt (i) | Dustin Brown           | 6-3, 6-4         |         |
| 3.                   | 4 juni 2017      | Vicenza       | Gravel        | Laslo Đere             | 4-6, 7-6(2), 6-2 |         |
| 4.                   | 25 juni 2017     | Ilkley        | Gras          | Alex Bolt              | 6-1, 6-4         |         |
| 5.                   | 7 januari 2023   | Canberra      | Hardcourt     | Leandro Riedi          | 7-5, 6-4         |         |

## Resultaten grote toernooien
| Legenda | Legenda                          |
| ------- | -------------------------------- |
| g.t.    | geen toernooi gehouden           |
| l.c.    | lagere categorie                 |
| –       | niet deelgenomen                 |
| G       | uitgeschakeld in de groepsfase   |
| 1R      | uitgeschakeld in de eerste ronde |
| 2R      | uitgeschakeld in de tweede ronde |
| 3R      | uitgeschakeld in de derde ronde  |
| 4R      | uitgeschakeld in de vierde ronde |
| KF      | uitgeschakeld in de kwartfinale  |
| HF      | uitgeschakeld in de halve finale |
| F       | de finale verloren               |
| W       | het toernooi gewonnen            |
| w-v     | winst/verlies-balans             |

### Enkelspel
| grandslamtoernooien  |     |      |      |      |      |    |
| Australian Open      | –   | –    | 4R   | 2R   | 4R   | 3R |
| Roland Garros        | –   | –    | 2R   | 1R   | 4R   | 2R |
| Wimbledon            | –   | 1R   | 1R   | 2R   | g.t. | KF |
| US Open              | 1R  | 1R   | 1R   | 1R   | 3R   |    |
| ATP Masters 1000     |     |      |      |      |      |    |
| Indian Wells         | –   | –    | 2R   | 2R   | g.t. |    |
| Miami                | –   | –    | 1R   | 2R   | g.t. | 3R |
| Monte Carlo          | –   | –    | 1R   | 2R   | g.t. | 1R |
| Madrid               | –   | –    | –    | 2R   | g.t. | 1R |
| Rome                 | –   | –    | –    | 1R   | –    | 2R |
| Montreal/Toronto     | –   | –    | 2R   | 1R   | g.t. |    |
| Cincinnati           | –   | –    | –    | –    | 3R   |    |
| Shanghai             | –   | –    | 2R   | –    | g.t. |    |
| Parijs               | –   | –    | 2R   | –    | 1R   |    |
| olympisch            |     |      |      |      |      |    |
| Olympische Spelen    | –   | g.t. | g.t. | g.t. | g.t. |    |
| statistieken         |     |      |      |      |      |    |
| totaal aantal titels | 0   | 0    | 1    | 0    | 0    | 0  |
| eindejaarsranking    | 158 | 85   | 36   | 70   | 55   |    |

### Dubbelspel
| grandslamtoernooien  |      |      |      |    |
| Australian Open      | 1R   | 1R   | –    | –  |
| Roland Garros        | 1R   | 1R   | 2R   | 1R |
| Wimbledon            | 1R   | 1R   | g.t. | 2R |
| US Open              | 1R   | –    | –    |    |
| ATP Masters 1000     |      |      |      |    |
| Indian Wells         | –    | 1R   | g.t. |    |
| Miami                | –    | 1R   | g.t. | –  |
| Monte Carlo          | –    | 2R   | g.t. | –  |
| Madrid               | –    | 1R   | g.t. | 1R |
| Rome                 | –    | –    | –    | –  |
| Montreal/Toronto     | –    | –    | g.t. |    |
| Cincinnati           | –    | –    | –    |    |
| Shanghai             | –    | –    | g.t. |    |
| Parijs               | –    | –    | –    |    |
| olympisch            |      |      |      |    |
| Olympische Spelen    | g.t. | g.t. | g.t. |    |
| statistieken         |      |      |      |    |
| totaal aantal titels | 0    | 0    | 0    | 0  |
| eindejaarsranking    | 241  | 296  | 282  |    |